# Northern Karst

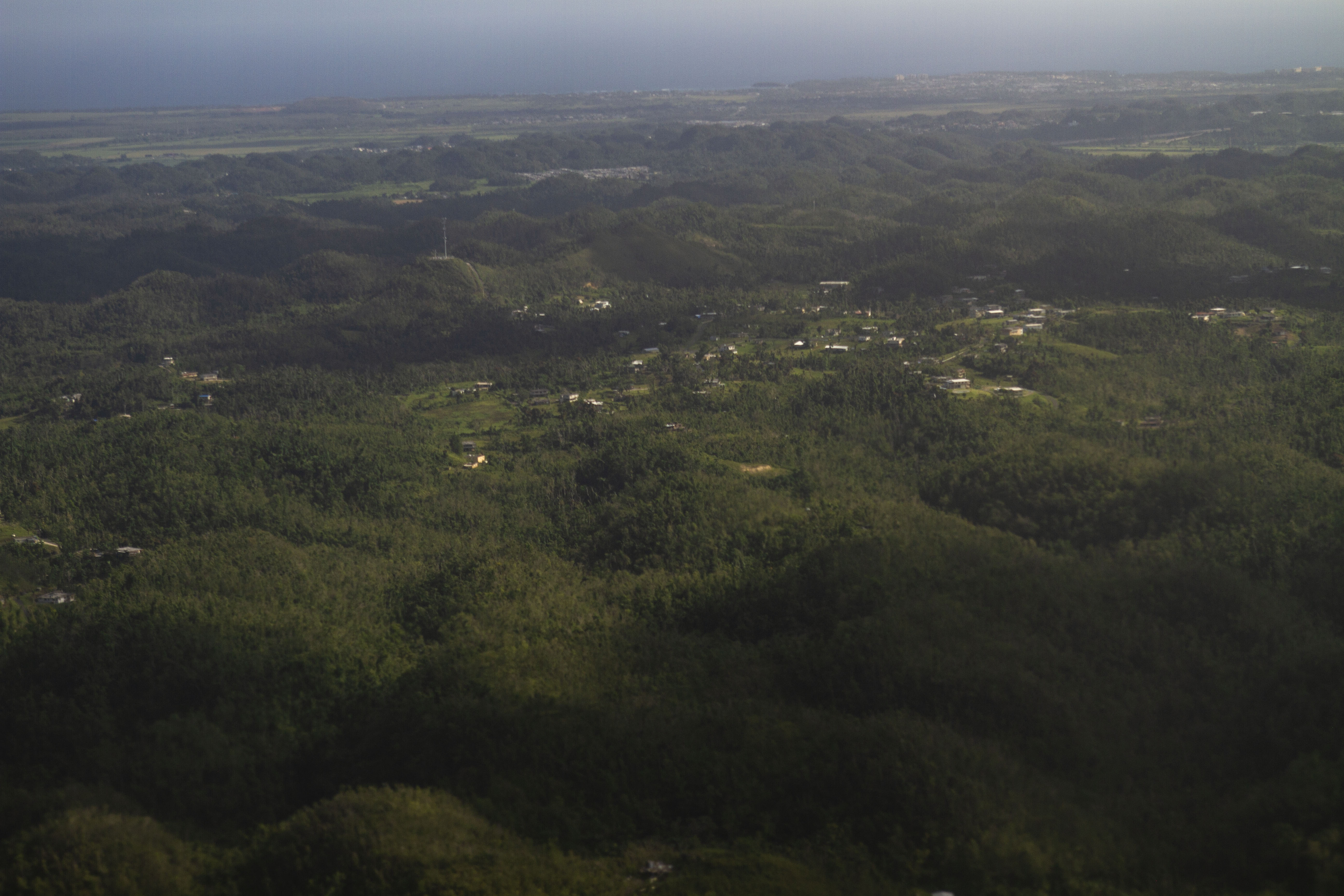
Mogotes i norra Karst i Puerto Rico.

Northern Karst (Norra Karst) (spanska: Carso norteño, Carso norte) är ett kalkstenskarstlandskap som ligger i norra delen av Puerto Rico. En karst är en topografisk zon som bildas genom upplösning av lösliga porösa stenar, såsom kalksten, och lämnar som resultat mogotes, kanjoner, grottor, sinkholes, bäckar och floder, vilka alla är vanliga på denna region av ön. Några av öns viktigaste floder, inklusive dess längsta (La Plata River), korsar karsten och bildar några av de mest utmärkande geografiska särdragen för Puerto Rico som Camuy-grottorna. Många av dessa floder bildar våtmarker såsom Caño Tiburones.

## Anmärkningsvärda egenskaper

### Mogotes
En mogote är en isolerad kulle med branta, nästan vertikala, väggar som är helt eller delvis omgivna av alluviala slätter. Dessa kullar är ett karakteristiskt inslag i norra Puerto Rico och de kan ses längs norra kusten från Aguadilla och Rincón i väster till Canóvanas i öster. Den högsta mogoten i norra Karst är Cerro El Sombrero i Isabela, Puerto Rico på 326 meters höjd. Några berömda mogoteområden är staden Florida, som ligger på en alluvial dal helt omgiven av dem, och Arecibo-teleskopet som byggdes in i ett naturligt sjunkhål omgivet av mogotes i Arecibo. San Patricio State Forest ligger delvis på Mogote de San Patricio i San Juan och mogotes kan också ses i Julio Enrique Monagas Park i Bayamon.

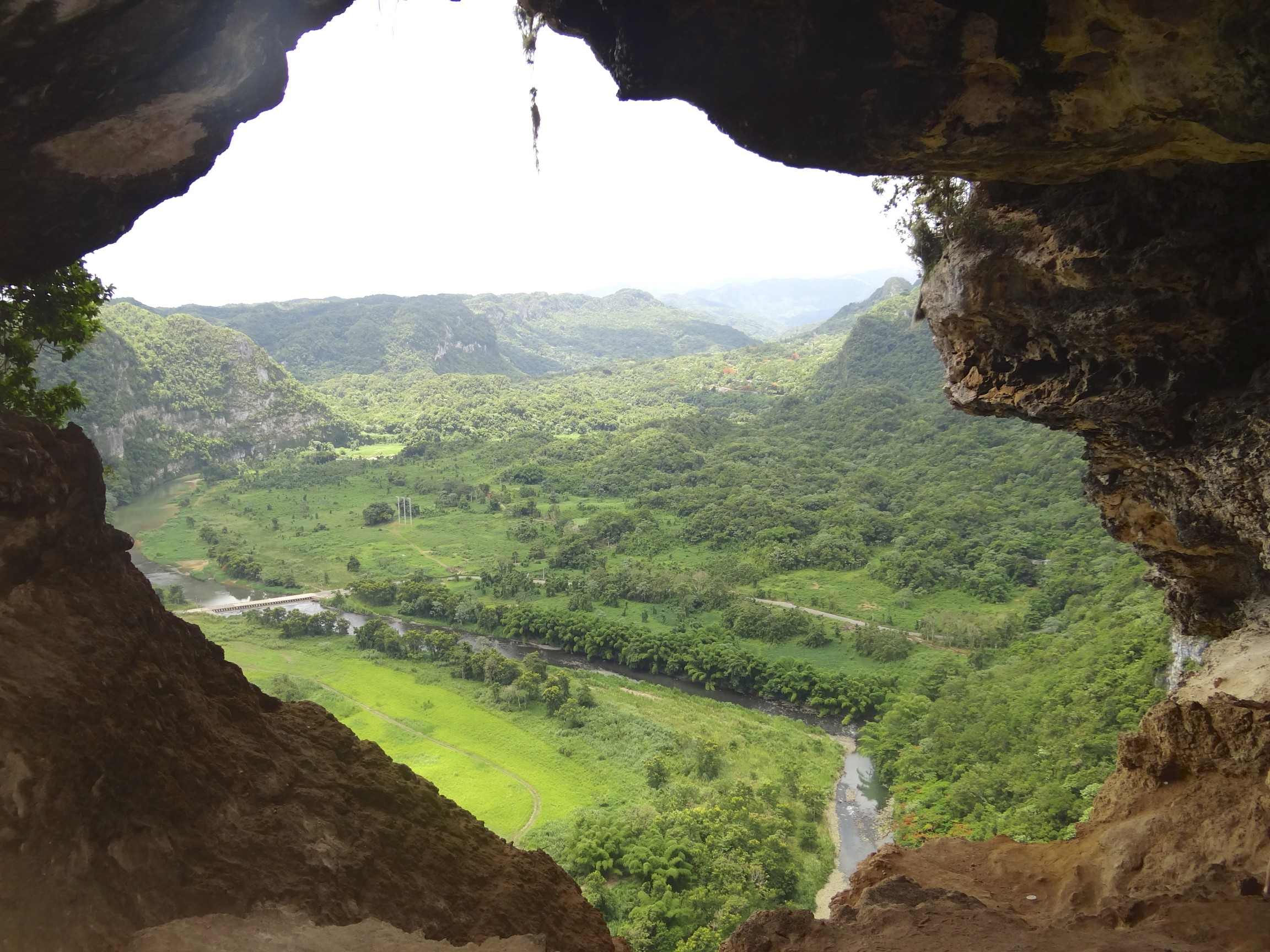
Utsikt över Arecibodalen från Cueva Ventana.

### Arecibo-dalen
Arecibofloden rinner genom en bred alluvial kanjon som kallas Arecibodalen (spanska: Valle de Arecibo ). Motorväg PR-10 går från norr till söder parallellt med kanjonen och från den infart till Cueva Ventana, en grotta som ligger på en av dess klippor. Många viktiga bifloder till Arecibofloden, såsom floderna Tanamá och Caonillas, rinner ut i kanjonen. Dos Bocas Lake är en reservoar som ligger i den södra kanten av dalen. Río Abajo State Forest ligger i närheten.

### Camuy Canyon och Caverns
Camuy Canyon bildas av floden Camuy, som rinner från grottsystemet med samma namn i söder. Kanjonen utgör också gräns mellan kommunerna Camuy och Hatillo. Andra grottor i området är Cueva Espiral och Cueva Catedral. Slukhålet Tres Pueblos ligger i närheten.

### Guajataca Valley
Guajatacafloden rinner ut i Atlanten och passerar genom en kanjon som kallas Guajatacadalen, mellan kommunerna Isabela och Quebradillas. Guajataca State Forest ligger längs den västra kanten av dalen.

## Ekologi
Karstregionen i Puerto Rico har öns tätaste skogstäcke på grund av dess oländiga topografi; Northern Karst anses ha hög potential för återhämtning av utrotningshotade arter, inklusive den Puertoricanska papegojan (Amazona vittata). Detta område har den största biologiska mångfalden på ön med 1300 arter av växter och djur, inklusive 30 federalt listade hotade och utrotningshotade arter.

### Skyddade naturområden i norra karst
- Cambalache State Forest i Arecibo och Barceloneta
- Guajataca State Forest i Isabela
- Río Abajo State Forest i Arecibo och Utuado
- San Patricio State och Urban Forest i San Juan
- Vega State Forest i Vega Alta och Vega Baja
- Camuy River Caves Park i Camuy, Hatillo och Lares

## Bilder

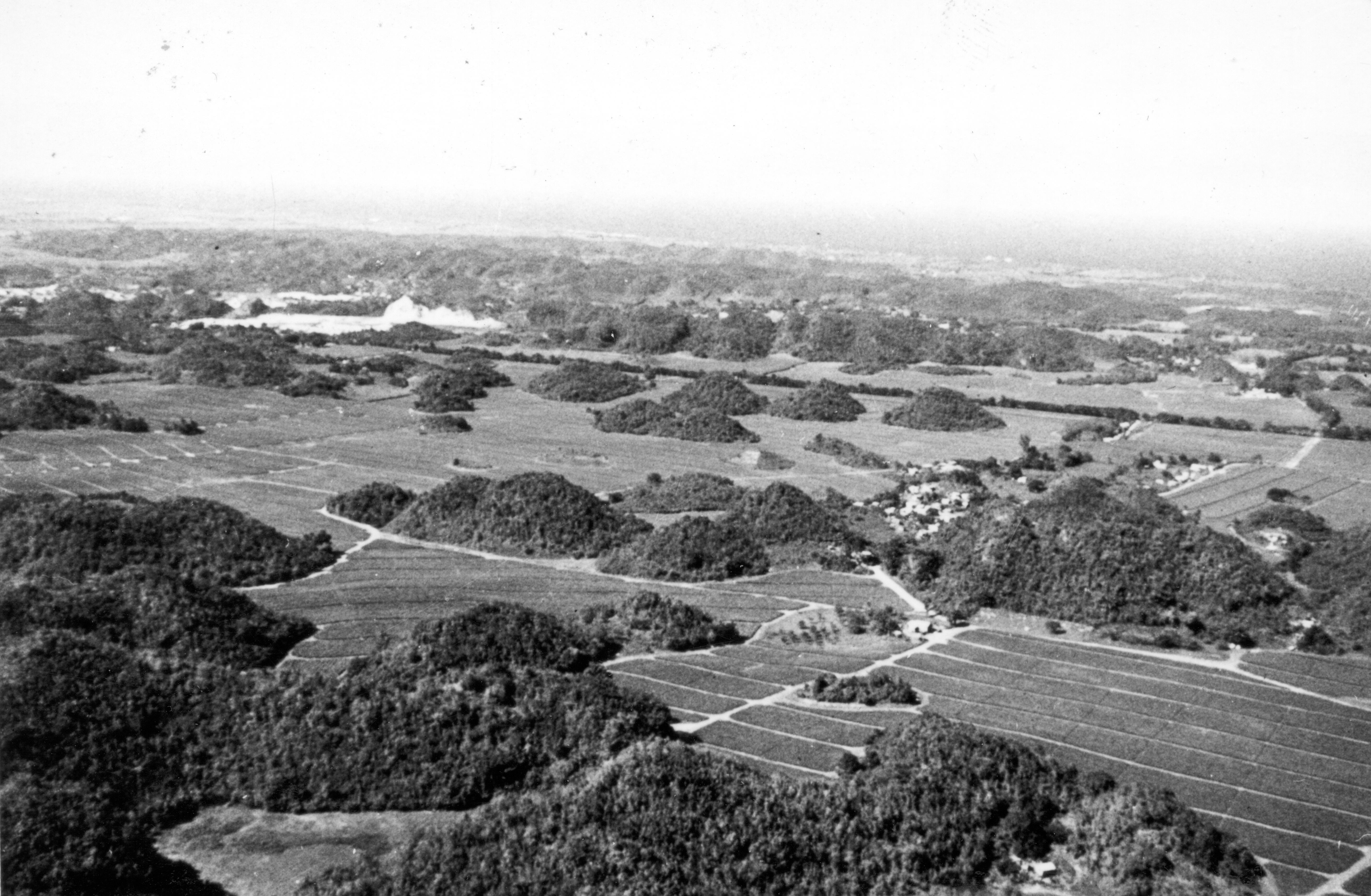
Historiskt foto som visar mogotes nära Coto Sur i norra Karst.
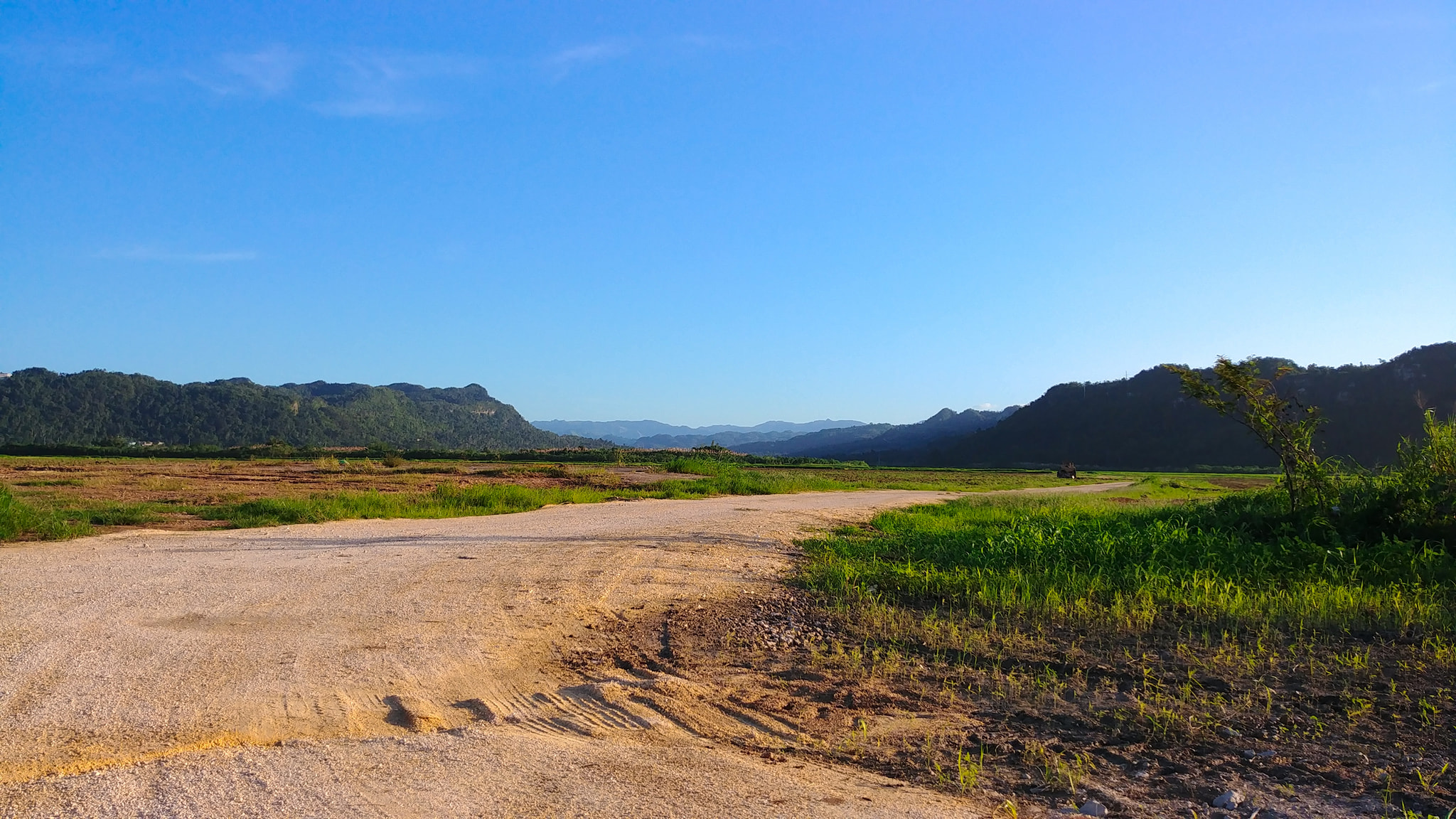
Mogotes i Manatí River Valley i Bajura Afuera.
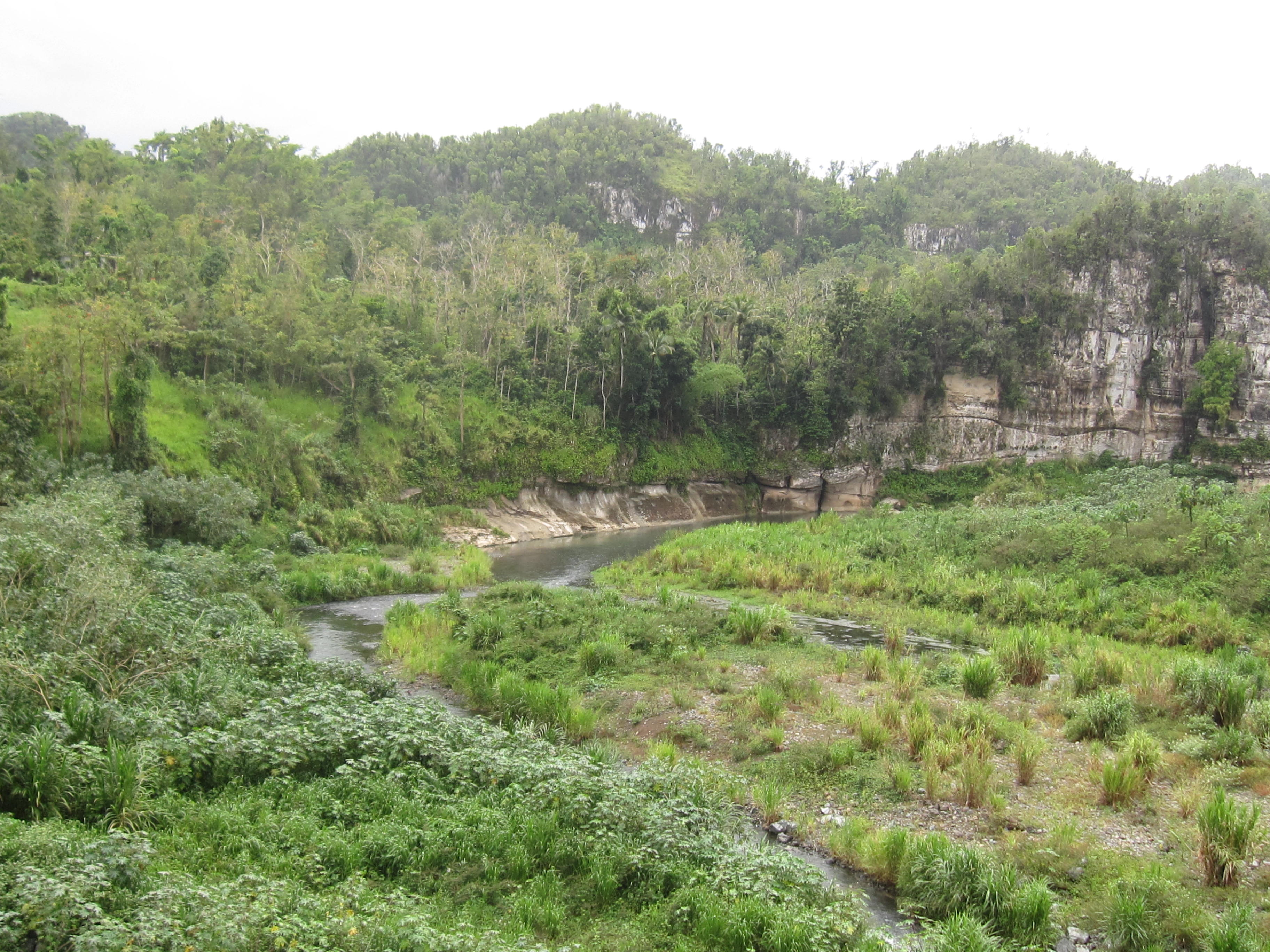
Manatífloden och dess kanjon från Mata de Plátano-bron i Hato Viejo, Ciales.
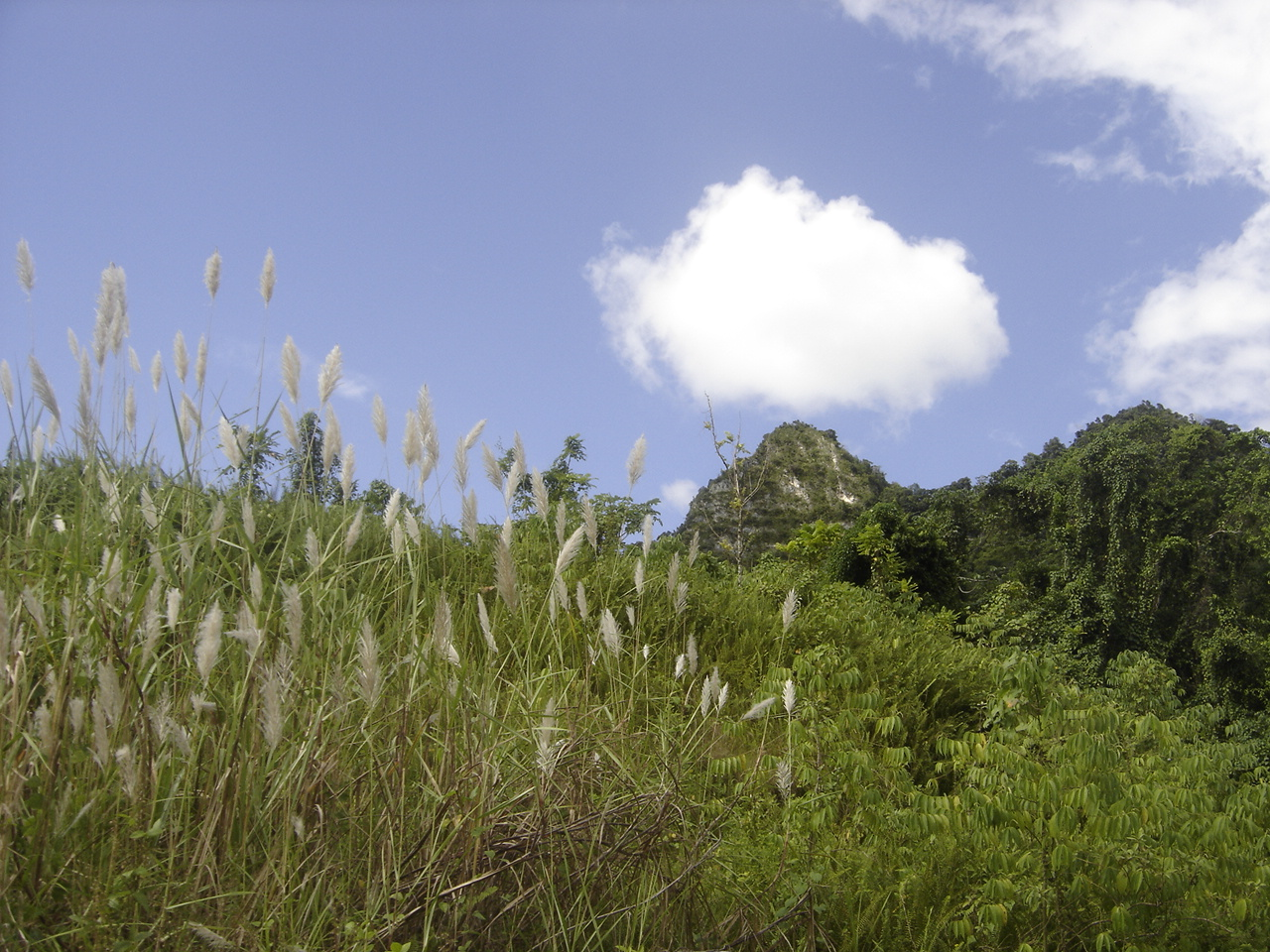
En mogote i Florida.
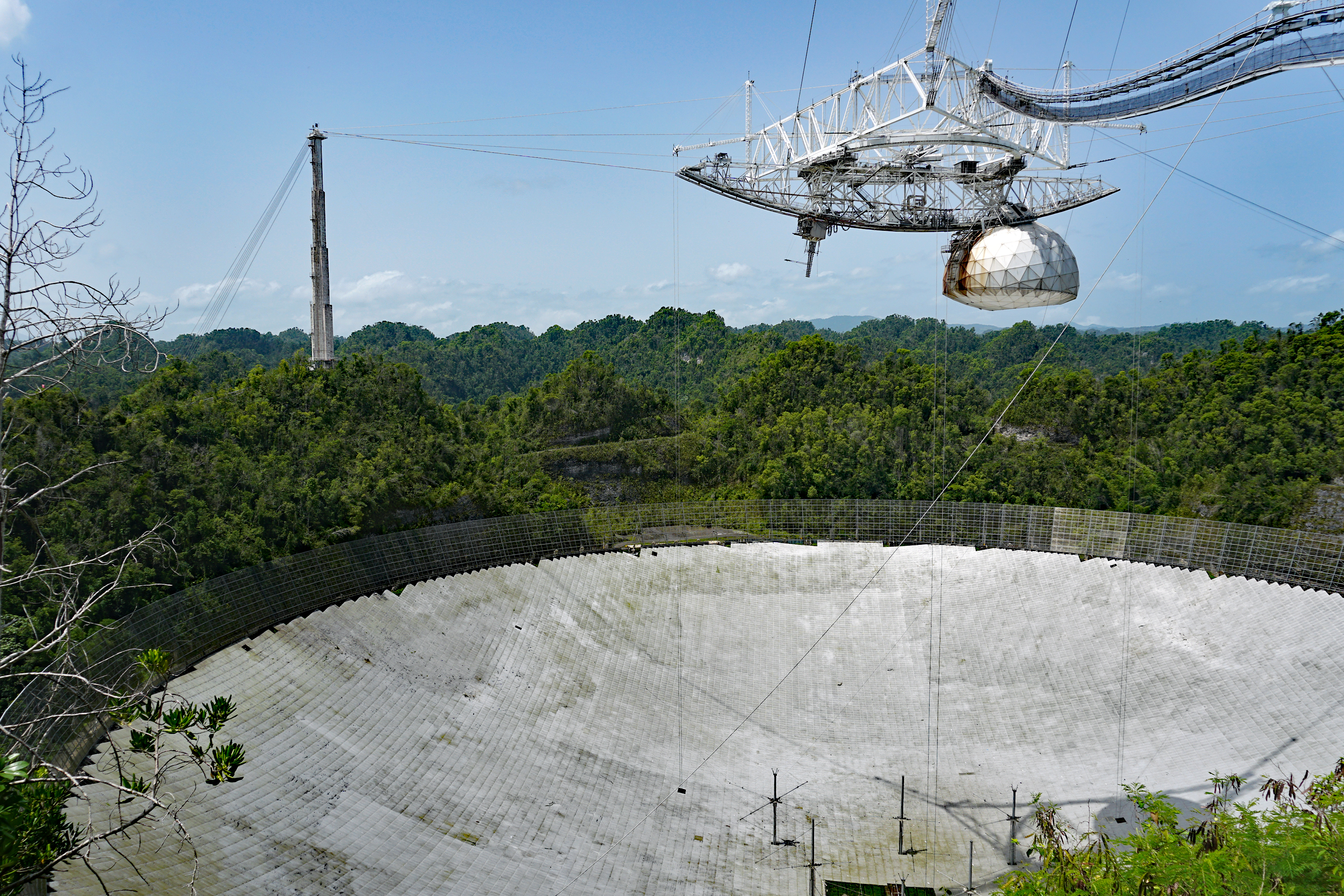
Arecibo-teleskopet byggdes på ett naturligt sänkhål i norra Karst.
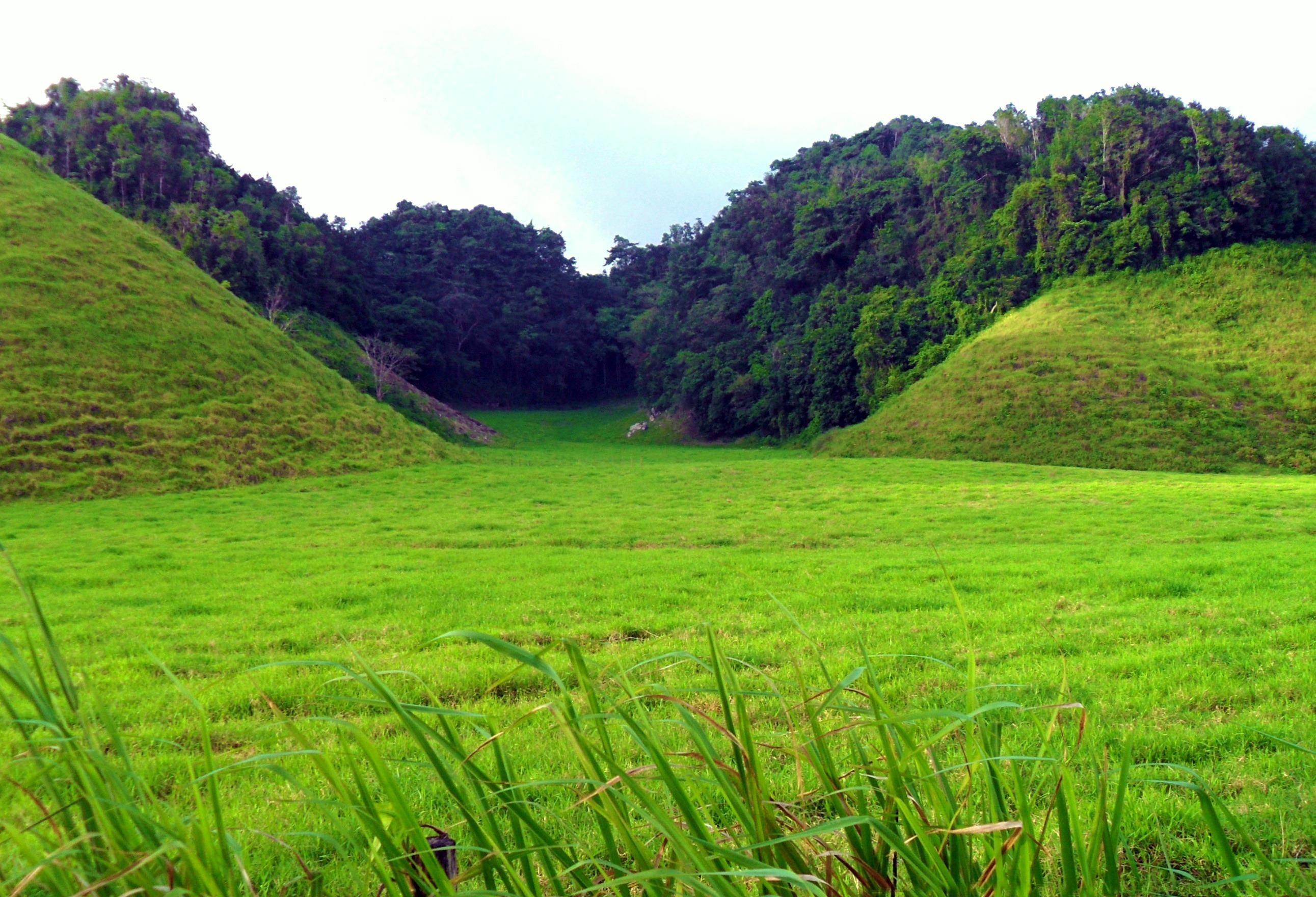
Mogotes i Hatillo.